# Gulou
Gulou léase ⓘ (en chino simplificado, 鼓楼区; pinyin, Gǔlóu qū) es un distrito urbano bajo la administración directa de la Subprovincia de Nankín. Se ubica en la provincia de Jiangsu, este de la República Popular China. Su área es de 53 km² y su población total para 2012 fue cerca de 1,5 millones de habitantes.

## Administración
La ciudad - distrito de Gulou se divide en 13 Subdistritos que a su vez se dividen en 118 Comunas :
| Subdistrito   | Chino        | Área (km²) | Comunas | Población (2014) |
| ------------- | ------------ | ---------- | ------- | ---------------- |
| Ninhai Lu     | 宁海路街道   | 3.94       | 9       | 147276           |
| Huaqiao Lu    | 华侨路街道   | 3.56       | 7       | 122894           |
| Hunan Lu      | 湖南路街道   | 2.65       | 8       | 105758           |
| Zhongyang Men | 中央门街道   | 3.36       | 12      | 145274           |
| Yi Jiangmen   | 挹江门街道   | 3.30       | 9       | 95230            |
| Jiangdong     | 江东街道     | 5.95       | 8       | 129300           |
| Fenghuang     | 凤凰街道     | 3.85       | 11      | 119080           |
| Re Henan      | 热河南路街道 | 2.73       | 9       | 78461            |
| Yue Jianglou  | 阅江楼街道   | 3.74       | 8       | 75203            |
| Jian Ninglu   | 建宁路街道   | 2.4        | 8       | 57158            |
| Baota         | 宝塔桥街道   | 7.48       | 12      | 95665            |
| Xiaoshi       | 小市街道     | 3.92       | 9       | 77766            |
| Mufu Shan     | 幕府山街道   | 6.47       | 8       | 44134            |
| Total         | -            | 53.35      | 118     | 1 293 199        |

## Historia
Durante el primer año de la República China (1912) se decide disolver los antiguos condados Shangyuan (上元县) creado en la dinastía Tang (761) y el condado Jiangnin (江宁县) creado en la dinastía Jin (281). Y en 1913 se restablece el condado Jiangnin.
En 1927 el condado Jiangnin se vuelve sede del gobierno de Nankín y en 1933 es dividida en regiones autónomas, el área de Gulou pertenece a la sexta localidad. 
En 1955 la localidad se renombra distrito Gulou.
Después de la Revolución cultural , en 1967 el distrito fue llamado Yan'an (延安区) y en 1973 se restaura el nombre de Gulou. 
En 2013, el distrito Xiaguan (下关区) se fusiona y nace el actual distrito de Gulou.